# Herstal Group
Herstal Group – międzynarodowy holding spółek produkujących broń strzelecką.
W skład Herstal Group wchodzą:
- Fabrique Nationale de Herstal (FN Herstal)
- Browning Arms Company
- U.S. Repeating Arms Co